# Haushaltsunfall
Haushaltsunfall (auch: Hausunfall, Heimunfall) ist ein im Privathaushalt vorkommender Unfall.

## Allgemeines
Wie der Verkehrsunfall, Arbeitsunfall oder Sportunfall kommt der Haushaltsunfall in einem bestimmten Lebensbereich vor. Dabei hat die Umgangssprache für einzelne Unfalltypen besondere Bezeichnungen geprägt, wobei sie sich jeweils auf den Lebensbereich oder Tätigkeitskreis bezieht, in dem sich der Unfall verwirklicht hat.
Ein Haushaltsunfall liegt vor, wenn er sich entweder im Haushalt oder dessen unmittelbarer Umgebung, insbesondere in Gärten, Höfen und Garagen oder bei Freizeitbeschäftigungen und bei sportlichen Betätigungen ereignet hat. Zu Heimunfällen zählen auch Unfälle in öffentlichen Verkehrsmitteln während der Freizeit sowie Unfälle mit Fahrrädern, soweit kein weiteres Verkehrsmittel am Unfall beteiligt war. Der Unfall macht eine ärztliche Behandlung erforderlich oder führt zu einer mindestens 14-tägigen Beeinträchtigung (Abgrenzung zu Bagatellunfällen). Der Unfall muss sich innerhalb der letzten drei Monate vor dem Kontaktinterview ereignet haben.
Im Gegensatz zu den Lebensbereichen Arbeit, Schule und Verkehr gibt es für den Bereich Heim und Freizeit keine gesetzliche Grundlage für die Erfassung von Unfalldaten. Um geeignete Informationen über das Unfallgeschehen zu erhalten, müssen nach Möglichkeit repräsentativ angelegte Untersuchungen durchgeführt werden. Das obliegt der Bundesanstalt für Arbeitsschutz und Arbeitsmedizin (BAuA). Von den 9,77 Millionen Unfällen des Jahres 2015 entfielen 40 % auf die Freizeit (Sport/Spiel), gefolgt von 33 % im Haushalt, Arbeitsunfällen (24 %) und Verkehrsunfällen (3 %). Damit passieren 73 % aller Unfälle nicht während der gesetzlich versicherten Arbeitszeit.

## Arten
Man unterscheidet drei Arten von Haushaltsunfällen: Unfälle bei der Hausarbeit (im Jahr 2015 440.000 pro Jahr), beim Heimwerken (250.000 pro Jahr) und bei der Gartenarbeit (200.000 pro Jahr).
- Hausarbeit: 21 % aller Unfälle bei Hausarbeiten entfielen auf Putzen, wobei zu 83 % Frauen verunglückten. 16 % aller Unfälle gab es beim Aufräumen (Frauenanteil 63 %), 10 % beim Möbelrücken (Männeranteil 61 %) und 3,7 % bei der Essenszubereitung.
- Heimwerken: 87 % der Unfälle entfielen auf Männer, davon 44 % Verletzungen mit scharfen/spitzen Gegenständen, 21 % Zusammenstöße und 17 % Stürze.
- Gartenarbeit: 43 % aller Unfälle die Verletzungen mit scharfen/spitzen Gegenständen, 26 % Stürze, 13 % Zusammenstöße und 7 % körperliche Überanstrengung.

Haushaltsunfälle zählen wie Sport- und Spielunfälle zu den Freizeitunfällen.
Das Statistische Bundesamt unterteilt die tödlichen Unfälle nach Altersgruppen und Unfallkategorie:
| Altersgruppen   | Insgesamt | davon Arbeits-/ Schulunfall | Verkehrsunfall | Haushaltsunfall | Sport-/ Spielunfall | sonstiger Unfall |
| --------------- | --------- | --------------------------- | -------------- | --------------- | ------------------- | ---------------- |
| <1 Jahr         | 12        | 0                           | 3              | 5               | 0                   | 4                |
| 1 bis 5 Jahre   | 59        | 0                           | 13             | 20              | 8                   | 18               |
| 5 bis 15 Jahre  | 68        | 1                           | 35             | 8               | 7                   | 17               |
| 15 bis 25 Jahre | 688       | 19                          | 475            | 35              | 12                  | 147              |
| 25 bis 35 Jahre | 806       | 35                          | 385            | 60              | 14                  | 312              |
| 35 bis 45 Jahre | 810       | 56                          | 279            | 106             | 9                   | 360              |
| 45 bis 55 Jahre | 1410      | 99                          | 479            | 247             | 22                  | 563              |
| 55 bis 65 Jahre | 2019      | 106                         | 483            | 566             | 32                  | 832              |
| 65 bis 75 Jahre | 2503      | 40                          | 372            | 975             | 25                  | 1091             |
| 75 bis 85 Jahre | 7041      | 19                          | 572            | 3321            | 30                  | 3099             |
| >85 Jahre       | 10317     | 9                           | 207            | 5657            | 16                  | 4428             |

Die meisten Unfälle passieren in der Altersgruppe über 85 Jahre, und zwar im Haushalt. Ab dem 55. Lebensalter verlagert sich der Unfallort deutlich in den Haushalt.

## Bedeutung
Man spricht statistisch von der Unfallkategorie (Arbeit, Verkehr, Schule, Hausbereich, Freizeit). Repräsentativen Erhebungen der BAuA zufolge gab es 2015 die meisten Toten (10.628) und Verletzten (3,89 Millionen) in der Freizeit, gefolgt vom Haushalt (9.816 bzw. 3,15 Millionen). Damit weist der Haushaltsunfall mit 24,2 % bei den Unfalltoten und 39,9 % bei den Unfallverletzten auch den zweithöchsten Anteil an allen Unfällen auf. Geschlechtsbezogen gab es unter den tödlichen Haushaltsunfällen mit 55 % mehr Frauen. Dem BAuA zufolge passieren 21,2 % aller Hausunfälle im Wohnbereich (Wohn-, Ess-, Schlaf-, Arbeits- oder Kinderzimmer), gefolgt von Garten (18,9 %), Treppe (18 %), Küche (13,7 %), Hof (9,1 %) und Badezimmer (5,5 %). Das Deutsche Kuratorium für Sicherheit in Heim und Freizeit (DSH) ermittelte, dass von den Todesfällen im Haushalt 85,6 % auf einen Sturz, 3,5 % auf mechanisches Ersticken und 2,6 % auf Feuer zurückzuführen waren. Regional ereignen sich Haushaltsunfälle häufig in Sachsen, Sachsen-Anhalt und Thüringen, am aller häufigsten im Kreis Zwickau-Land. Bei den Männern sind 52 % der Verletzungen auf Stürze und bei den Frauen 63 % auf Stürze zurückzuführen, Kinder stürzen eher aus der Höhe, Ältere eher in der Ebene. Bei rund 20 % der Haushaltsunfälle spielt ein Haushaltsgerät eine Rolle.
Die tödlichen Haushaltsunfälle sind fast dreimal so hoch wie bei den Verkehrstoten. Diese Zahl überrascht, denn die meisten Menschen betrachten ihr Zuhause als einen ungefährlichen Ort. In der Wohnung fühlt man sich sicher und geborgen und rechnet nicht damit, dass dort ein Unglück geschieht.

## International
Jährlich werden in Österreich rund 800.000 Menschen bei Unfällen verletzt, davon rund 630.000 im Haushalt, in der Freizeit und beim Sport. Etwa 39 % aller Unfälle in Österreich passieren im Haushalt. Während 50 % der Befragten einen Unfall im Straßenverkehr für wahrscheinlich halten, gehen lediglich 3 % von einem häuslichen Unfallrisiko aus.
Tödliche Unfälle in der Schweiz sind zu Hause und in der Freizeit rund fünfmal so häufig wie im Straßenverkehr. Der Beratungsstelle für Unfallverhütung (bfu) zufolge verletzen sich jährlich rund 550.000 Menschen zu Hause und in der Freizeit, davon 122.930 zu Hause.